# Wang Yue (schaker)

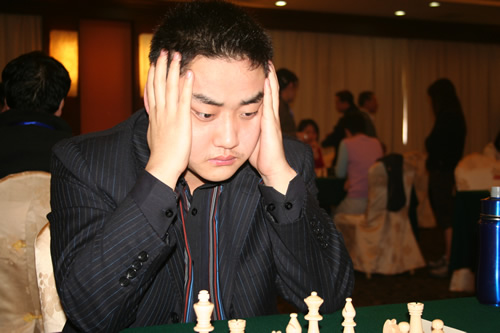
Wang in 2008

Wang Yue  (Chinees: 王玥) (Taiyuan, 31 maart 1987) is een Chinese schaker. In 2004 werd hij op 17-jarige leeftijd de 18e grootmeester van China. In 2005 was hij de jongste schaker die ooit nationaal kampioen van China was. Hij was de eerste Chinese schaker die de Top 10 van de wereld wist te bereiken. Per mei 2010 was zijn Elo-rating 2756. 
In oktober 2007 was Wang de eerste Chinese schaker (en de derde Aziatische) die boven de rating 2700 kwam. In oktober 2008 werd hij nummer 11 van de wereld, in mei 2010 werd hij nummer 8. 
In 2008 studeerde Wang communicatie-theorie aan het College of Liberal Arts, binnen de Nankai University in Tianjin. Ook speelde hij voor het schaakteam van zijn universiteit.  

## Beginjaren
Wang werd geboren in Taiyuan, Shanxi, waar hij op 4-jarige leeftijd leerde schaken. In de zomer na het avondeten keek hij op straat mee met de partijen xiangqi die daar gespeeld werden. Toen hij 5 was, kreeg hij schaaktraining op school. Toen hij 9 was, werd hij lid van het nationale juniorenteam en won hij de nationale Li Chengzhi Cup voor jeugdschakers. Toen hij 12 was, werd hij lid van het nationale team en toen hij 15 was werd hij lid van de Tianjin City Club. 

## Schaakcarrière
Wang nam diverse keren deel aan matches tussen het Chinese nationale team en het team van een ander land: onder meer tegen de Verenigde Staten (2002), Rusland (2004, 2006, 2007, 2008, 2009), Frankrijk (2006) en het Verenigd Koninkrijk (2007). 

### 1999–2005: Junior

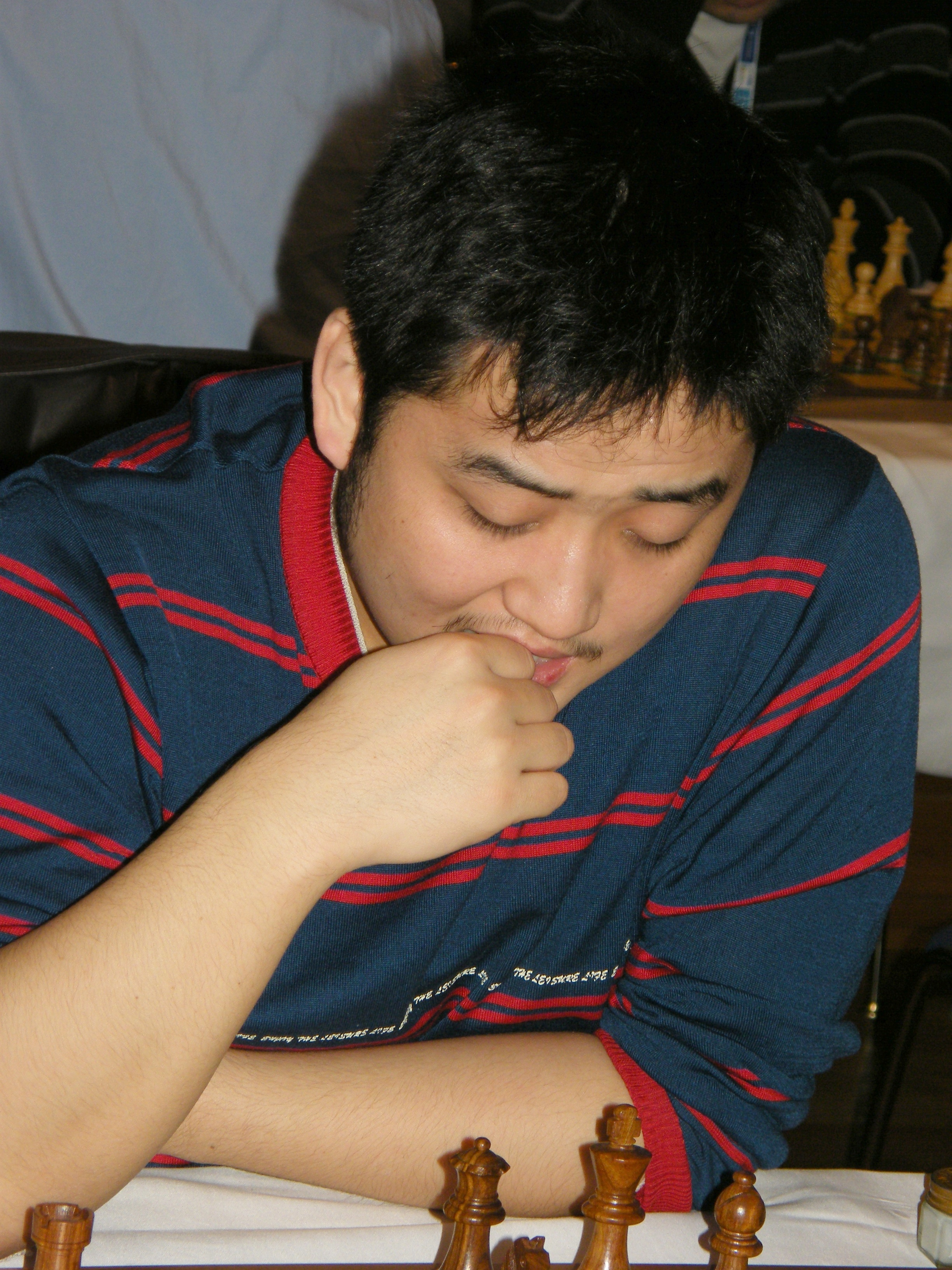
Wang bij de 38e Schaakolympiade, in november 2008 in Dresden, Duitsland

In 1999 won Wang in Oropesa del Mar, Spanje, het Wereldkampioenschap schaken voor jeugd in de categorie tot 12 jaar.   
In 2000 werd hij, eveneens in in Oropesa del Mar, op het WK jeugd tweede in de categorie tot 14 jaar; Alexander Areshchenko won. In 2000 nam hij in Artek, Oekraïne, en in 2002 in Kuala Lumpur, Maleisië, met het Chinese nationale schaakteam deel aan de Schaakolympiades voor jeugd, categorie tot 16 jaar. In 2000 werd het team 9e, waarbij Wang individueel 6 pt. uit 9 scoorde (+4 =4 −1). In 2002 won het team de gouden medaille en behaalde Wang individueel ook een gouden medaille, spelend aan het eerste bord, met de score 8½ pt. uit 10 (+7 =3 −0).
In juli-aug. 2002 nam hij deel aan de tweede match China-VS in Shanghai, en scoorde 2½ pt. uit 4 (+1 =3 −0). China won met 20½–19½. 
In april 2004 behaalde Wang 9 pt. uit 11 op het Chinese kampioenschap voor teams in Jinan. In augustus 2004 vond in Moskou de tweede China–Rusland match plaats; Wang behaalde 3 pt. uit 6 (+1 =4 −1), China won met 37½–34½. In oktober 2004 werd hij een FIDE meester (FM) en nam hij met het nationale Chinese team deel aan de 36e Schaakolympiade in Calvià, 8 pt. uit 12 (+5 =6 −1) behalend aan het eerste reservebord; het team werd 24e. Hij behaalde hier zijn laatste GM-norm en werd op dat moment China's jongste grootmeester. In december nam hij deel aan het Tigran Petrosian Memorial internet-toernooi, waaraan vier landen, Rusland, Frankrijk, China, Armenië, deelnamen in 6 rondes en dat werd gewonnen door China. 
In februari 2005 behaalde Wang 5½ pt. uit 9 op het Aeroflot Open toernooi. In april behaalde hij 6 pt. uit 9 op het Dubai Open, dat werd gewonnen door de 16-jarige Wang Hao. In juli werd hij 3e via tiebreak met 6½ pt. uit 11 (+3 =7 −1) op de 2e Sanjin International Hotel GM Cup in zijn woonplaats Taiyuan. Pendyala Harikrishna won met 8½ pt. uit 11, een vol punt boven Alexander Motylev. In oktober werd hij derde met 6½ pt. uit 9 op het vijfde Aziatisch schaakkampioenschap in Haiderabad, India. In november werd hij vijfde met 8½ pt. uit 13 op het Wereldkampioenschap schaken junioren in Istanboel, en bereikte de tweede ronde van de FIDE World Cup na te winnen van Karen Asrian en verliezen van Ilia Smirin. In december 2005 werd hij in Beijing nationaal schaakkampioen van China, met 12½ pt. uit 18.

### 2006: Bereikt Elo 2600
In februari 2006 behaalde Wang 4½ pt. uit 9 op het Aeroflot Open. In juni 2006 werd het nationale team tweede op de 37e Schaakolympiade in Turijn; Wang, spelend aan het vierde bord, en behaalde met 10 pt. uit 12 (+8 =4 −0) een individuele gouden medaille. Hij ontving een individuele zilveren medaille voor zijn performance rating 2837.
In juli op het Taiyuan Scheveningen toernooi, won het Chinese team met 36½–35½ van de buitenlandse tegenstanders, waarbij Wang 6½ pt. uit 12 behaalde. In juli-augustus behaalde Wang op het 4e Marx György Memorial toernooi in Paks, Hongarij, 5 pt. uit 10 (+1 =8 −1) en werd gedee;d derde met Zoltán Almási; het toernooi werd gewonnen door Pendyala Harikrishna. In augustus, op de 3e Rusland–China match in Ergun, behaalde Wang 5½ pt. uit 10 (+3 =5 −2); China won de match met 51½–48½.
In september behaalde hij 4 pt. uit 6 op de "Trophée Multicoms" China–Frankrijk match. In dezelfde maand werd hij tweede op de 7e Lausanne Young Masters.  In oktober werd hij met 8½ pt. uit 13 zesde op het WK junioren in Jerevan.
Het nationale team won zilver op de Aziatische Spelen in december 2006 in Doha, waarbij Wang aan het 2e bord 6 pt. uit 9 (+4 =4 −1) behaalde.

### 2007: Bereikt Elo 2700
In februari 2007 werd Wang gedeeld tweede met 6½ pt. uit 9 op het Aeroflot Open in Moskou. In maart 2007 won hij het Calvi Open (6 pt. uit 7) in Frankrijk. In maart 2007 won hij met 7 pt. uit 9 via tiebreak het 23e open toernooi van Cappelle-la-Grande, waaraan werd deelgenomen door 608 schakers, waaronder 93 grootmeesters en 80 Internationaal Meesters.
In april won hij het Open kampioenschap van de Philipijnen in Subic Bay Freeport Zone met 7 pt, uit 9. In juli 2007 werd hij tweede met 5 pt. uit 8 op de vierde Sanjin Hotel Cup in Taiyuan. In juli verloor bij het vierde Taiyuan Scheveningen toernooi, het Chinese team met 17–15 van de buitenlandse teams; Vadim Zvjaginsev werd topscorer met 5½ pt. uit 8, Wang behaalde met 5 pt. uit 8 de hoogste score bij het Chinese team. In augustus scoorde Wang bij de 4e China–Rusland match in Nizjni Novgorod 5½ pt. uit 10 (+2 =7 −1); China won de match met 52½–47½. In september nam hij deel aan de VK–China match in Liverpool; Wang scoorde 4 pt. uit 6 (+2 =4 −0); China won de match met 28–20.
In november 2007 versloeg Wang op de FIDE World Cup in Chanty-Mansiejsk Aleksei Pridorozhni (1½–½), Sergei Tiviakov (2½–1½) en Bu Xiangzhi (1½–½), om in ronde 4 te worden uitgeschakeld door Ivan Cheparinov (½–1½). In december werd Wang via tiebreak tweede op het XVII Ciudad de Pamplona (Magistral A) toernooi in Spanje, met 4 pt. uit 7; de winnaar was Francisco Vallejo Pons.

### 2008: Wordt een Top 20 speler

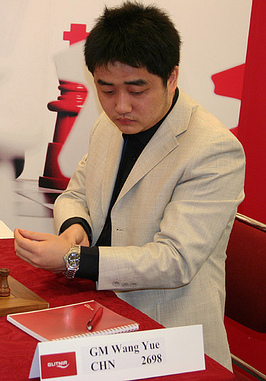
Reykjavík Open, maart 2008

In january 2008 won Wang met Chinese nationale team het 15e Aziatisch schaakkampioenschap voor landenteams in Visakhapatnam; aan het eerste bord behaalde Wang 4½ pt. uit 7 (+3 =3 −1). In februari werd hij met 7 pt. uit 10 (+4 =6 −0) 20e op het Schaakfestival van Gibraltar. In maart werd Wang gedeeld eerste op het Reykjavík Open, samen met Wang Hao (die won via tiebreak) en Hannes Stefansson.   
Hij nam voor de eerste keer deel aan een "supertoernooi" in april–mei 2008 op de FIDE Grand Prix 2008-2010 in Bakoe, waar hij gedeeld eerste werd met Vugar Gashimov en Magnus Carlsen, en 8 pt. uit 13 (+3 =10 −0) behaalde.
In juli-augustus 2008, op de 2e FIDE Grand Prix 2008-2010 in Sochi werd Wang gedeeld derde met Gata Kamsky met 7½ pt. uit 13 (+2 =11 −0) achter de winnaar Levon Aronian en nummer twee Teimour Radjabov.
Hij stond op de omslag van het New in Chess magazine. In augustus 2008 in Amsterdam, won Wang het NH Schaaktoernooi "Rising Stars" (Wang, Tsjeparinov, Caruana, L'Ami, Stellwagen) versus "Experience" (Agdestein, Bareev, Ljubojević, Korchnoi, Joesoepov) met 8½ pt. uit 10 (+7 =3 −0). Als winnaar van dit toernooi verkreeg hij een kwalificatie voor het Melody Amber blindschaak- en rapidschaak-toernooi in maart 2009 in Nice. Toen hij op het Rising Stars toernooi zijn eerste zes partijen had gewonnen, nodigde Jeroen van den Berg hem uit voor groep A van het Corus-toernooi in januari 2009. 
In september 2008 nam hij met Li Chao, Wang Hao, Ni Hua en Bu Xiangzhi deel aan de 5e Rusland–China match in Ningbo waar hij 3 pt. uit 5 behaalde (+1 =4 −0). China won de match met 26–24.
In oktober 2008 speelde hij in de eerste Wereldspelen denksport in Beijing. In dezelfde maand nam hij deel aan de European Club Cup in Halkidiki, Griekenland, met het team van Economist SGSEU-1 Saratov en scoorde 3 pt. uit 5 (+1 =4 −0).
In november 2008 nam hij deel aan de 38e Schaakolympiade in Dresden, spelend aan het eerste bord. Hij behaalde 6½ pt. uit 10 (+3 =7 −0). De andere teamleden waren Ni Hua, Bu Xiangzhi, Wang Hao en Li Chao. Het team eindigde als zevende.
In december werd hij op de FIDE Grand Prix in Elista, Rusland – ter vervanging van Doha, Qatar – gedeeld 5e–9e met 6½ pt. uit 12 (+2 =9 −2).
Van maart tot december 2008 had Wang 82 opeenvolgende partijen gespeeld, zonder een verliespartij.

### 2009: Wijk aan Zee
In 2009 bleef Wang deelnemen aan de FIDE Grand Prix 2008-2010, onderdeel van de cyclus voor het Wereldkampioenschap schaken 2012. Wang was een van de vier spelers die waren genomineerd door FIDE president Kirsan Ilyumzhinov, samen met Peter Svidler, Ivan Tsjeparinov en Étienne Bacrot.
In januari/februari maakte Wang zijn debuut op het Corustoernooi in Wijk aan Zee, als tweede Chinese schaker, na Zhang Zhong in 2004, die deelnam in de A-groep. Hij werd gedeeld achtste met 6 pt. uit 13 (+2 =8 −3). Hij verloor van Ivantsjoek, Adams en Radjabov, en won van Morozevich en Carlsen. 
In februari/maart was Wang de eerste Chinese schaker die deelnam aan het Linares schaaktoernooi, op de 26e editie van dat toernooi. Van de acht spelers eindigde Wang gedeeld 5e–7e met 6½ pt. uit 14 (+1 =11 −2), gelijk met Radjabov en Aronian. Hij verloor van Grisjtsjoek en van Anand, en won van Carlsen.
In 2009 nam Wang ook deel aan de volgende toernooien: 
- het 18e Melody Amber blindschaak- en rapidschaak-toernooi[32] in Nice (14–26 mrt.), de tweede Chinese schaker (na Xie Jun in 1996) die aan dit toernooi deelnam
- het 5e M-Tel Masters toernooi[32] in Sofia (12–23 mei) (Topalov, Carlsen, Ivantsjoek, Wang, Dominguez en Shirov); tweede Chinese deelnemer na Bu Xiangzhi in 2008
- het 22e[33] León Rapid[34] in León, 4–7 juni, een rapidtoernooi met 4 spelers: Ivantsjoek, Morozevich, Carlsen en Wang; 20m+10s[35]
- de Rusland versus China match

In september won Wang het Chinese "Chess King" toernooi met 5 pt. uit 7.
Wang maakte zijn debuut op het 2e "Pearl Spring" toernooi (categorie 21) in Nanjing. Van de zes deelnemers werd hij derde met 4½ pt. uit 10; het toernooi werd gewonnen door Magnus Carlsen.
In november 2009 nam Wang deel aan de FIDE Wereldbeker schaken in Khanty-Mansiysk; hij won van Nikolai Kabanov (2–0) en Boris Savchenko (2½–1½) waarna hij in ronde 3 werd uitgeschakeld door Étienne Bacrot (1½–3½). Zowel Wang als zijn landgenoot Li Chao verloren een playoff-partij reglementair wegens twee minuten te laat verschijnen, nadat ze buiten de speelhal stonden te roken.

### 2010-2014: Wordt een Top 10 speler
In januari 2010 werd hij de eerste Chinese schaker die ooit de Top 10 wist te bereiken op de FIDE-ranglijst. In mei 2010 nam hij deel aan de finale van de FIDE Grand Prix 2008-2010 in Astrakhan. In de laatste ronde moest hij winnen van Teimour Radjabov om zich te kwalificeren voor het kandidatentoernooi voor het Wereldkampioenschap schaken 2012; echter, Radjabov behaalde een remise.
Wang won in september 2010 het 11e Wereldkampioenschap schaken voor universiteiten, dat werd gehouden in Zürich.
In de 41e Schaakolympiade in 2014 speelde Wang aan het eerste bord van het Chinese team dat de gouden medaille wist te veroveren. 

### 2015
In juli 2015 won Wang het 6e Hainan Danzhou toernooi, met 7 pt. uit 9.
In oktober 2015 was hij lid van het Russische team "Siberia" dat de European Club Cup won, in Skopje. In november 2015 werd Wang ongedeeld winnaar van het 5e Chinese Rapid Masters kampioenschap.

### China Chess League
Wang speelt voor de schaakclub Tianjin in de China Chess League (CCL).

## Speelstijl
Zijn stijl wordt beschreven als technisch, consistent en solide. Zijn voorkeur gaat uit naar het eindspel, waarin hij uitgaande van een klein voordeel zijn tegenstander langzaam  vermorzelt. In februari 2009 verklaarde Teimour Radjabov in een interview na afloop van het Corustoernooi: "Wang Yue staat zijn tegenstanders niet toe tegenspel te ontwikkelen en hij weet effectief zijn tegenstander te 'wurgen'." Wang noemt als de idool uit zijn kinderjaren José Raúl Capablanca, en wist ook te melden dat zijn speelstijl werd beïnvloed door Vladimir Kramnik, nadat hij als 13-jarige jongen onder de indruk was van Kramnik's overwinning op Garri Kasparov in het 'klassieke' Wereldkampioenschap schaken 2000 in Londen. De schaakcolumnist Mig Greengard gebruikte voor Wang de bijnaam "Panda".

### Openingen
In de opening speelt Wang met wit meestal 1.d4, en met zwart, tegen 1.e4 de Siciliaanse verdediging, de Berlijnse variant van het Spaans of de Russische verdediging, en tegen 1.d4 de Slavische verdediging.

## Partij
In 2005 versloeg de 17-jarige Wang voor het eerst een tegenstander met Elo-rating system 2700+, de voormalig FIDE-wereldkampioen Roeslan Ponomarjov:
Wang (2549) – Ponomarjov (2700), Moskou, Aeroflot Open 2005, ronde 6; Koningsfianchetto (A40) 
1.d4 g6 2.c4 Lg7 3.e4 c5 4.d5 d6 5.Pc3 e6 6.Pf3 Pe7 7.h3 0-0 8.Ld3 Pd7 9.Lg5 h6 10.Le3 exd5 11.exd5 f5 12.Dc2 Pf6 13.0-0 g5 14.Tae1 Kh8 15.Ld2 Ld7 16.b3 Ph5 17.a4 Pg6 18.Pb5 Lc8 19.Lc3 a6 20.Lxg7+ Kxg7 21.Pc3 Phf4 22.Pe2 Df6 23.Pxf4 Pxf4 24.Te3 Ld7 25.Tfe1 Tf7 26.Lf1 g4 27.hxg4 fxg4 28.Pd2 Taf8 29.Pe4 Dg6 30.b4 Lf5 31.bxc5 Lxe4 32.Dxe4 dxc5 33.g3 Dxe4 34.Txe4 Pg6 35.Txg4 h5 36.Tg5 Tf5 37.Txg6+ Kxg6 38.Ld3 Kg5 39.f4+ Kg4 40.Kg2 T5f7 (diagram) 41.Th1 (1–0)

## Externe koppelingen
- (en)   Informatie over schaakpartijen van Wang Yue op ChessGames.com
- (en)   Informatie over schaakpartijen van Wang Yue op 365chess.com
- (en)  FIDE-ratinggegevens voor Wang Yue